# Alpinia velutina
Alpinia velutina är en enhjärtbladig växtart som beskrevs av Henry Nicholas Ridley. Alpinia velutina ingår i släktet Alpinia och familjen Zingiberaceae.
Artens utbredningsområde är Vietnam. Inga underarter finns listade i Catalogue of Life.